# Tadeusz Szczepański (trener)
Tadeusz Szczepański (ur. 14 stycznia 1935 w Warszawie, zm. 3 listopada 2016 tamże) – polski trener lekkoatletyki.

## Życiorys

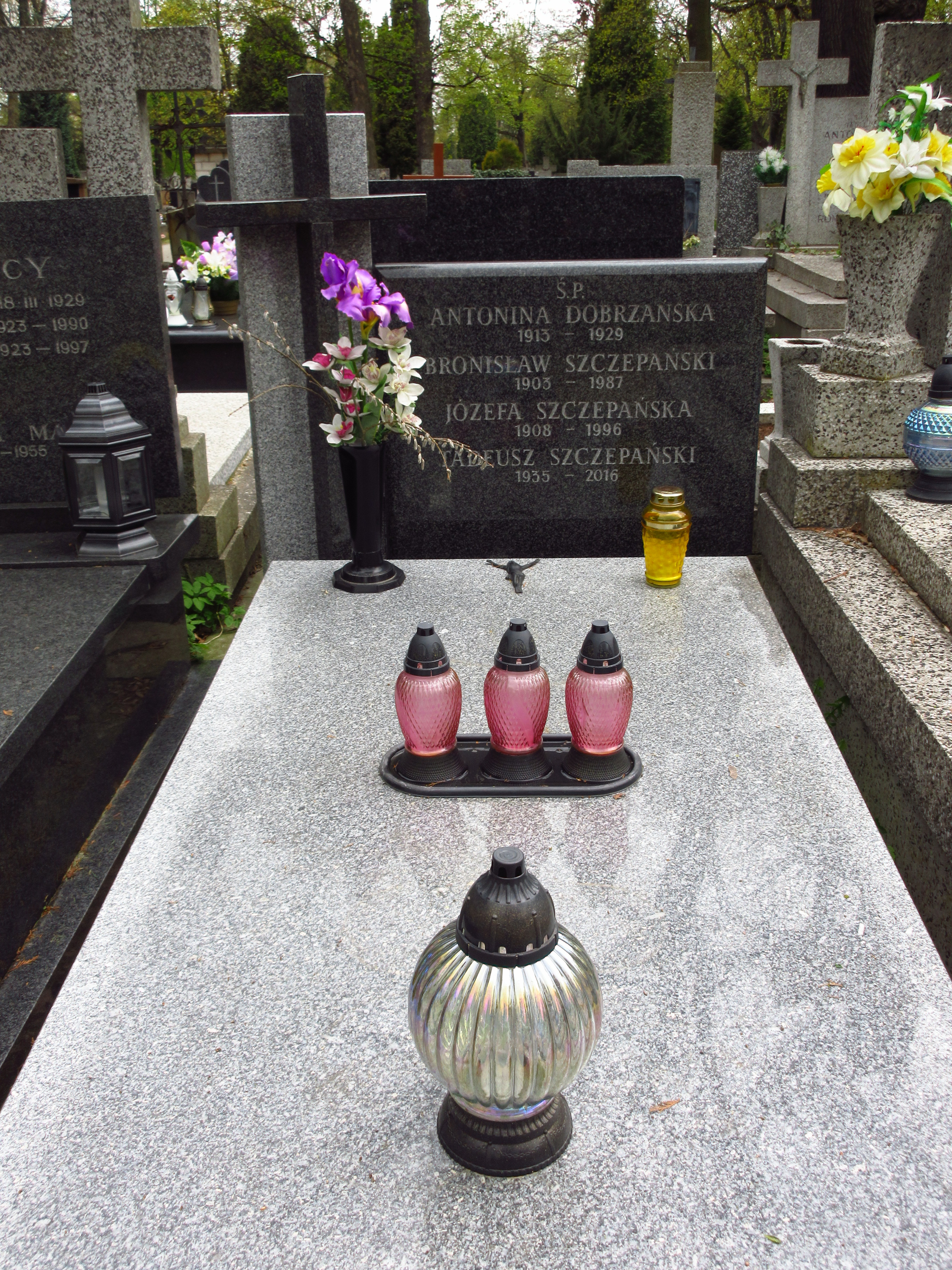
Grób Tadeusza Szczepańskiego na cmentarzu Bródnowskim

Ukończył Politechnikę Warszawską. Był wieloletnim trenerem w klubie sportowym Gwardia Warszawa, a także trenerem kadry narodowej polskich płotkarek. Wśród jego wychowanek były, między innymi, Danuta Straszyńska, Grażyna Rabsztyn, Elżbieta Rabsztyn, Zofia Bielczyk i Lucyna Langer-Kałek.
W 1998 został odznaczony Krzyżem Kawalerskim Orderu Odrodzenia Polski za wybitne zasługi w działalności na rzecz rozwoju sportu.
Zmarł 3 listopada 2016, został pochowany 10 listopada 2016 na cmentarzu Bródnowskim w Warszawie (kwatera 61B-1-28).